# Australisches Parlament
Das Australische Parlament (Parliament of Australia), auch Commonwealth-Parlament (Commonwealth Parliament) ist das legislative Organ des Commonwealth of Australia. Es ist ein Zweikammerparlament nach dem Westminster-System, aber mit einigen zusätzlichen Einflussmöglichkeiten nach dem Vorbild des Kongresses der Vereinigten Staaten. Nach Abschnitt 1 der Verfassung von Australien besteht das Parlament aus drei Komponenten: dem König Australiens (die in Personalunion mit dem König des Vereinigten Königreichs sowie der anderen Commonwealth Realms verbunden ist), dem Australischen Senat und dem australischen Repräsentantenhaus. Der König wird hierbei vom Generalgouverneur vertreten.
Das Unterhaus, das Repräsentantenhaus, besteht aus 151 Mitgliedern, die die verschiedenen australischen Wahlbezirke vertreten. Diese Zahl ist nicht fest. Bei den Bundeswahlen 1984 gab es die größte Steigerung von Mitgliedern. Die Zahl der Volksvertreter nahm in diesem Jahr von 125 auf 148 zu. Bei den Wahlen 1993 waren es nur noch 147, während es 1996 wieder 148 Mitglieder waren. Von den Bundeswahlen 2001 bis 2019 blieb die Zahl der Abgeordneten konstant bei 150, seit 2019 sind es 151. Jeder Wahlbezirk (engl.: Division) wird von einem Abgeordneten vertreten. Im Senat sind 76 Mitglieder. Jeder Bundesstaat stellt zwölf von ihnen. Außerdem gibt es je zwei Mitglieder pro Territorium. Die Senatoren werden in Form einer übertragbaren Einzelabstimmung gewählt. Die Vertreter beider Häuser tagen in verschiedenen Parlamentskammern des Parliament House in der Hauptstadt Canberra. 2019 begann die laufende Legislatur des 46. Parlaments seit Gründung des australischen Bundes 1901.

## Geschichte
Das Commonwealth Parliament wurde am 9. Mai 1901 in Melbourne eröffnet. Das einzige Gebäude in ganz Melbourne, welches groß genug für die 14,000 Gäste war, war das Royal Exhibition Building. Von 1901 bis 1927 traf man sich im Old Parliament House, geliehen vom Parliament of Victoria (welches stattdessen auf das Royal Exhibition Building auswich). Am 9. Mai 1927 zog das Parlament in die neue Hauptstadt Canberra. In einem nur als Übergangsgebäude gedachten Haus tagte das australische Parlament schließlich über 60 Jahre lang. Das derzeitige Parliament House wurde am 9. Mai 1988 eröffnet. Australien besitzt die am viertlängsten durchgehend noch arbeitende Demokratie der Welt.

## Zusammensetzung
Unter Abschnitt 1 der australischen Verfassung ist festgehalten, dass die britische Königin Bestand des Parlaments ist. Der australische Generalgouverneur führt jedoch aktiv als Vertreter der britischen Krone das politische Tagesgeschäft aus. Jener wird auf Rat des Premierministers ernannt. 
Das Oberhaus im australischen Parlament ist der Senat mit 76 Mitgliedern. Wie der Senat der Vereinigten Staaten, nach dessen Vorbild er erschaffen wurde, besitzt der Senat gleich viele Mitglieder aus jedem Staat unabhängig von dessen Population. Die Verfassung erlaubt es dem Parlament, die Anzahl der Senatoren zu ändern, jedoch müssen alle sechs australischen Staaten gleich vertreten sein. Des Weiteren muss jeder Gründerstaat von mindestens sechs Senatoren vertreten sein. 
Bis 1949 konnte jeder Staat die verfassungsgemäße Mindestzahl von sechs Senatoren wählen. Ab 1949 waren es zunächst zehn und seit 1984 zwölf Vertreter jedes Staates die bestimmt werden durften.
Das Parlament kann die Anzahl der Abgeordneten im Repräsentantenhaus bestimmen. Die Anzahl sollte laut 
Verfassung jedoch mindestens das zweifache der Senatoren betragen. Der Verfassung entsprechend besitzt das Unterhaus 151 Abgeordnete. Jeder Staat erhält Sitze je nach Bevölkerung, wobei jeder Gründungsstaat zumindest fünf Sitze sicher hat. Laut Verfassung ist keine Vertretung der Territorien gesichert. Im Jahr 1922 erhielt das Northern Territory einen Sitz und das Capital Territory im Jahr 1948 auch. Diese limitierte Vertretung galt jedoch nur bis 1968. 
Von 1901 bis 1949 waren im Haus immer 74 bzw. 75 Mitglieder. Zwischen 1949 und 1984 hatte es zwischen 121 und 127 Mitglieder. Seit 1984 hatte das Unterhaus stets zwischen 148 und 151 Mitglieder.

## Funktionen
Die Hauptfunktion des Parlamentes ist es, Gesetze zu verabschieden. Jeder Abgeordnete oder Senator kann einen Gesetzesvorschlag einbringen, jedoch wird dies aufgrund der Gewichtung zumeist von Ministern gemacht. Um Gesetz zu werden, müssen Vorschläge beide Häuser durchlaufen. Der Senat kann keine Steuergesetze herausgeben, sondern sie nur beschließen oder zurückweisen.

## Privilegien
Die Mitglieder des australischen Parlaments besitzen keine Immunität. Sie können genauso bestraft werden wie jeder andere australische Bürger auch. Sie haben jedoch Indemnität, das heißt, sie können nicht für Dinge, die sie im Parlament selbst gesagt haben, belangt werden.